# Scomberomorus koreanus
Pour les articles homonymes, voir Scomberomorus et Thazard.
Espèce
Synonymes
- Cybium koreanum Kishinouye, 1915[1] [2] [3]
- Sawara koreanum (Kishinouye, 1915)[2] [3]
- Scomberomorus guttatus koreanus (Kishinouye, 1915)[2] [3]

Statut de conservation UICN

 LC  : Préoccupation mineure
Scomberomorus koreanus, communément appelé Thazard coréen, est un poisson de mer de la famille des Scombridae. Il se rencontre dans le bassin Indo-Pacifique : sur la côte ouest de l'Inde et du Sri Lanka, le long du plateau continental en direction de l'est jusqu'à Sumatra, en Indonésie et à Singapour et en direction du nord jusqu'en Chine, en Corée et dans la baie de Wakasu et la mer du Japon.

## Description
La taille maximale connue pour Scomberomorus koreanus est de 150 cm et un poids maximal de 15 kg. Toutefois sa taille habituelle est d'environ 60 cm.

## Étymologie
Son nom spécifique, koreanus, lui a été donné en référence au lieu de sa découverte, la côte ouest de la Corée. Le spécimen étudié avait été capturé en 1913 par Yojiro Wakiya, biologiste japonais.

## Publication originale
- (ja) Kishinouye, 1915 : A study of the mackerels, cybiids, and tunas. Suisan Gakkai Ho, vol. 1, n. 1, p. 1-24[7] ((en) traduction texte intégral).